# Acciaio C40
Il C40 è il classico acciaio da bonifica, contenente 0,4% di carbonio, valore a cui si ha la massima tenacità. Insieme al 39NiCrMo3 costituisce l'80% degli acciai. 
Ha una struttura cristallina cubica a corpo centrato ed è un tipico acciaio ipoeutettoidico. Se riscaldato a circa 900 °C, per un tempo sufficiente, la sua struttura sarà costituita da austenite omogenea. Se raffreddato lentamente verrà a formarsi, per nucleazione, ferrite proeutettoidica che accrescerà la formazione di grani austenitici a bordo grano. Se raffreddato troppo velocemente si formerà ferrite+cementite. Il suo modulo di Young è E=220 GPa e la sua resistenza a rottura (σ) oscilla tra 650-750 N/mm2. La durezza prima della bonifica oscilla attorno ai 190-220HB, mentre allo stato bonificato oscilla tra i 400 e i 600 HB.